# Glaphyra minimalis
Glaphyra minimalis är en skalbaggsart som först beskrevs av J. Linsley Gressitt och Yves Rondon 1970.  Glaphyra minimalis ingår i släktet Glaphyra och familjen långhorningar.
Artens utbredningsområde är Laos. Inga underarter finns listade i Catalogue of Life.